# Mar de Urville

Mar de Urville como parte del océano Antártico.

El mar de Urville o mar Dumont d'Urville es el nombre con que se conoce una zona del océano Antártico que bordea la Tierra Adelia de la Antártida.
Debe su nombre al navegante y explorador francés Jules Dumont d'Urville, que navegó en sus aguas en la temporada 1839-40 como parte de la expedición de Dumont d'Urville a la Antártida.
En 2009, el polo sur magnético estaba en este mar.
El primer cálculo de la inclinación magnética para localizar el Polo Sur Magnético se llevó a cabo el 23 de enero de 1838 por el ingeniero hidrográfico Clément Adrien Dumoulin-Vincendon, miembro de la expedición de Dumont d'Urville.
En el borrador del proyecto de la 4° edición de Limits of Oceans and Seas de la Organización Hidrográfica Internacional, comunicado mediante la circular CL55 del 7 de noviembre de 2001, se propusieron límites para el mar de Urville. El proyecto final fue comunicado el 9 de agosto de 2002, pero fue retirado para nueva revisión el 19 de septiembre de 2002 sin que a septiembre de 2012 se publicara.

10.8 Dumont d'Urville Sea
 While there is now agreement on the proper part of the name, France has advised its preference for the generic part to be in French. This would be inconsistent with the policy adopted for Chapter 10, due to the uncertain nature of Antarctic sovereignty, that all generic names be in English. Concerning the limits, although appreciating that this area originates from French interests, the limits proposed by Russia and Australia are relatively similar and related to selected coastal features. Accordingly, preference has been given to these rather than the basic meridians of 130°E and 143°E proposed by France.
Comentarios del proyecto de la 4° edición de Limits of Oceans and Seas 